# Rather You Than Me
Albums de Rick Ross
Black Market
(2015)
Singles
1. I Think She Like Me (feat. Ty Dolla $ign)
Sortie : 26 janvier 2017
2. Trap Trap Trap (feat. Young Thug & Wale)
Sortie : 16 mars 2017

Rather You Than Me est le neuvième album studio du rappeur américain Rick Ross, sorti le 17 mars 2017.
L'album s'est classé 2e au Top R&B/Hip-Hop Albums et 2e au Top Rap Albums, ainsi que 3e au Billboard 200.

## Liste des titres
| No  | Titre                                                      | Auteur                                                                 | Producteur(s)              | Durée |
| --- | ---------------------------------------------------------- | ---------------------------------------------------------------------- | -------------------------- | ----- |
| 1.  | Apple of My Eye (featuring Raphael Saadiq)                 | W. Roberts II, C. Wiggins                                              | Major Nine                 | 4:51  |
| 2.  | Santorini Greece                                           | W. Roberts II, R. Harrell III                                          | Bink                       | 5:32  |
| 3.  | Idols Become Rivals (featuring Chris Rock)                 | W. Roberts II, C. Rock III, B. Forest II                               | Black Metaphor             | 5:41  |
| 4.  | Trap Trap Trap (featuring Young Thug & Wale)               | W. Roberts II, J. Williams, O. Akintimehin, S. Cooke                   | Beat Billionaire           | 4:35  |
| 5.  | Dead Presidents (featuring Future, Jeezy & Yo Gotti)       | W. Roberts II, N. Wilburn, J. Jenkins, M. Mims, S. Cooke               | Beat Billionaire           | 4:27  |
| 6.  | She on My Dick (featuring Gucci Mane)                      | W. Roberts II, R. Davis, S. Cooke                                      | Beat Billionaire           | 3:45  |
| 7.  | I Think She Like Me (featuring Ty Dolla $ign)              | W. Roberts II, T. Griffin, Jr., C. Quinn, J. Pilot                     | C-Gutta, J-Pilot           | 4:02  |
| 8.  | Powers That Be (featuring Nas)                             | W. Roberts II, N. Jones, C. Rock III, J. King                          | SAP                        | 4:29  |
| 9.  | Game Ain't Based on Sympathy                               | W. Roberts II, R. Harrell III                                          | Bink, The Youngstars       | 3:44  |
| 10. | Scientology                                                | W. Roberts II, R. Harrell III                                          | Bink                       | 2:35  |
| 11. | Lamborghini Doors (featuring Meek Mill & Anthony Hamilton) | W. Roberts II, R. Williams, A. Hamilton, N. Warwar, T. Azzouz          | StreetRunner, Tarik Azzouz | 4:23  |
| 12. | Triple Platinium (featuring Scrilla)                       | W. Roberts II, K. Campbell, J. Baranowski                              | Analogic                   | 6:12  |
| 13. | Maybach Music V (featuring DeJ Loaf)                       | W. Roberts II, D. Trimble, K. Rockell, E. Dubock, F. Ubiera, D. Garcia | Beat Butcha, Buda & Grandz | 5:22  |
| 14. | Summer Seventeen (featuring Yo Gotti)                      | W. Roberts Ii, L. Freeze, M. Mims S. Cooke                             | Beat Billionaire           | 3:13  |

## Classements hebdomadaires
| Classement (2017)              | Meilleure position |
| ------------------------------ | ------------------ |
| Belgique (Flandre Ultratop)    | 159                |
| Belgique (Wallonie Ultratop)   | 99                 |
| Canada (Canadian Albums Chart) | 16                 |
| France (SNEP)                  | 100                |
| Pays-Bas (Mega Album Top 100)  | 32                 |
| Suisse (Schweizer Hitparade)   | 37                 |